# Pravila vizualnega letenja
Pravila vizualnega letenja (ang. visual flight rules – VFR) so pravila letenja, pri katerem pilot leti v vremenskih razmerah, ki omogočajo vizualno letenje. Natančneje vidljivost in drugi vremenski parametri morajo biti boljši od minimalno določenih (VMC minima). Drugače je let mogoč samo pod pravili instrumentalnega letenja – IFR. IFR sicer zahteva posebej opremljeno letalo z instrumenti in izšolanega pilota z "IR ratingom". 
Pilot v VFR pogojih mora imeti vizualni stik z drugimi zrakoplovi in geografskimi preprekami. Letenje v oblakih je prepovedano. Tudi če je na voljo kontrolor, ki zagotavlja separacijo, je glavna odgovornost za preprečitev trkov v VFR še vedno na strani pilota.
Obstaja podkategorija Special VFR – SVFR, kjer lahko pilot leti v samo kontrolnem območju okrog letališča z dovoljenjem kontrolorja, tudi če so vremenski pogoji pod minimalnimi za običajen VFR, vendar zadostni za SVFR. 
CVFR (Controlled VFR) – kontrolirani VFR je let v vizualnih vremenskih pogojih, kjer mora pilot upoštevati pravila kontrolorja glede separacije in smeri letenja. 
Če pilot, ki leti VFR let in se vremenski pogoji poslabšajo, lahko spremeni let v IFR po posvetu s kontrolorjem, vendar mora imeti veljavno dovoljenje (rating) za instrumentalno letenje in ustrezno opremljeno letalo. Situacija je lahko tudi obratna, če leti pilot IFR let in so ustrezni pogoji za VFR lahko prekliče IFR let in nadaljuje kot VFR.
NVFR (Night VFR) – je nočni VFR let. Za NVFR mora letalo imeti (okvirrne zahteve, se razlikujejo pod državah): pristajalno luč, luči v potniški kabini in za vsakega potnika posebej, osvetljene instrumente, navigacijske luči in rotirajočo luč, ko deluje motor. Pilot z PPL licenco (Private Pilot Licence) športnega letala ne v Sloveniji sme leteti ponoči, če nima NVFR dovoljenja. 
Pogoji za VFR letenje se razlikujejo po državah in glede na zračni prostor. V Sloveniji velja:
- nad višino 10.000 čevljev (približno 3000 metrov): vidljivost vsaj 8 km
- pod višino 10.000 čevljev: vidljivost vsaj 5 km

Vertikalna razdalja od oblakov najmanj 1000 čevljev, horizontalna (lateralna) razdalja od oblakov najmaj 1500 metrov. 
V zračnem prostoru Class A ni dovoljeno VFR letenje.
Piloti, ki v Sloveniji letijo VFR v vzhodne magnetne smeri (00 do 1790), letijo na lihih nivojih letenja (glede na prvo številko) npr. 35, 55, 75, 95 itd. Na zahodne smeri (1800 do 3590) pa sodo številko npr. 45, 65, 85 itd. 
IFR leti imajo podoben sistem (liho) na vzhodne smeri (00 do 1790) npr. 10,30,50 itd. Na zahodne smeri (sodo) pa (1800 do 3590) 20, 40, 60 itd. 
Sosednja Italija ima svoja drugačna pravila glede nivojev leta tako za IFR kot VFR. 
Kontrolorji lahko spremenijo višino leta, v VFR pogojih največkrat letijo vsaj 1000 čevljev nad ovirami v bližini letala.